# Thorellina acuminata
Thorellina acuminata är en spindelart som först beskrevs av Tamerlan Thorell 1898. Thorellina acuminata ingår i släktet Thorellina och familjen hjulspindlar.
Artens utbredningsområde är Myanmar. Inga underarter finns listade i Catalogue of Life.